# Rainer Lippe

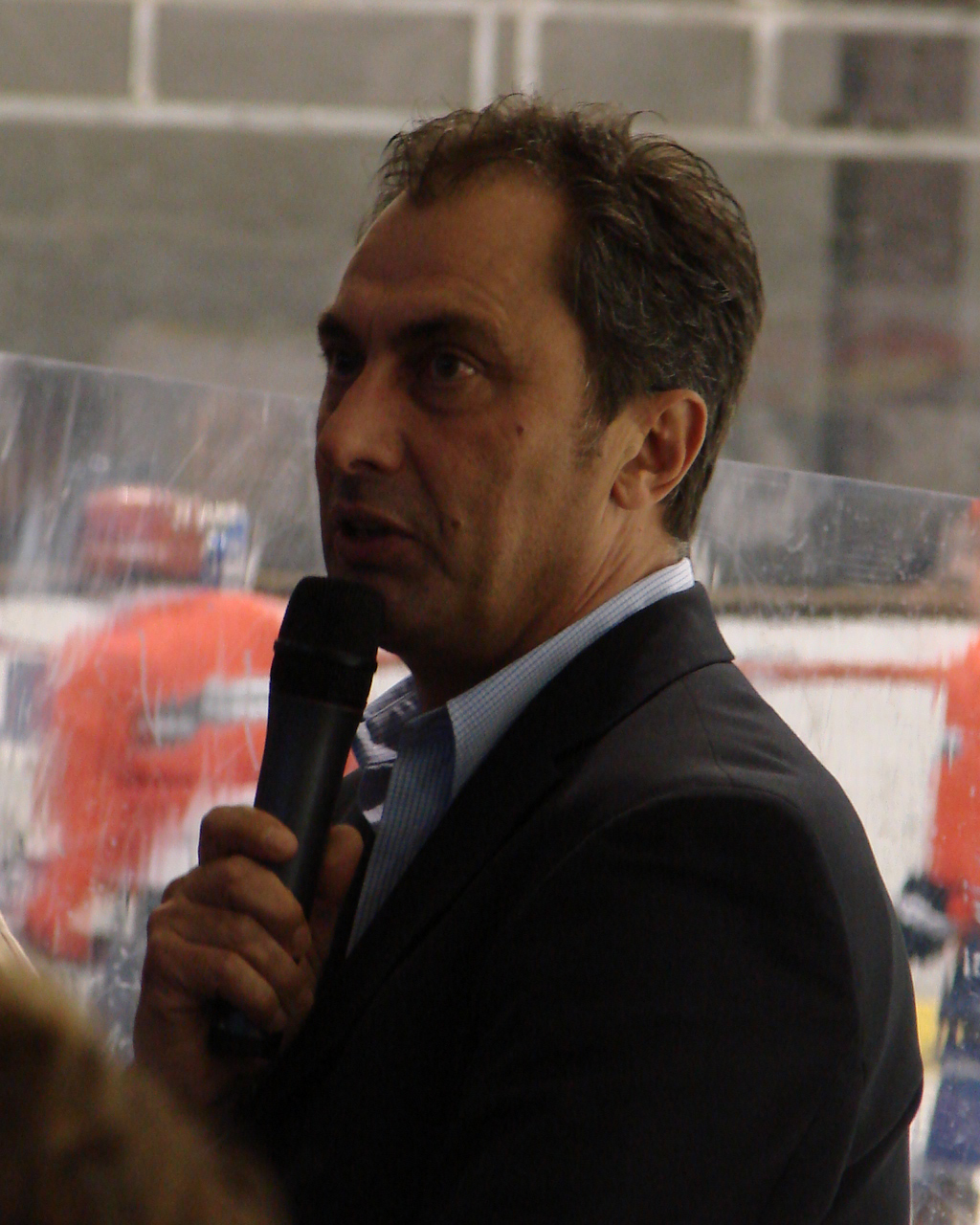
Rainer Lippe bei einer Rede vor den Fans der Kassel Huskies

Rainer Lippe (* 15. Juli 1960 in Kassel) ist ein deutscher Eishockeyfunktionär und Unternehmer. Er war Gesellschafter und Geschäftsführer der Kassel Huskies, einem Eishockeyverein aus der Deutschen Eishockey Liga.

## Tätigkeit
Lippe war vor seinem Einstieg bei den Kassel Huskies als Zahntechniker tätig. Anschließend agierte er als Geschäftsführer mittelständischer Unternehmen, so auch für eine Zahntechnikfirma aus Kassel, mit der er vorerst als Sponsor für die „Huskies“ aktiv war.
Am 18. Juli 2005 übernahm Lippe die Vereinsführung der „Huskies“ und sicherte die wirtschaftliche Stabilität des Eishockeyclubs, als dieser in eine sportliche Krise geraten war und in der Saison 2005/06 in die 2. Eishockey-Bundesliga abstieg. Zwar konnte er den Abstieg durch die komplette Neustrukturierung des Vereins nicht verhindern, doch wechselte mit ihm sowohl der komplette Trainerstab in Kassel als auch das traditionelle Logo, welches durch die fehlenden Markenrechte neu gestaltet werden musste.
Da den Kassel Huskies bereits zweimal in der kurzen Vereinsgeschichte aufgrund finanzieller Defizite die Ligenlizenz verwehrt blieb und im Jahre 1987 sogar der wirtschaftliche Konkurs des damaligen ESG Kassel verzeichnet werden musste, wurde Lippe durch die Übernahme des Vereins teilweise als „Inhaber der Huskies“ betitelt.
Zur Saison 2007/08 ist er mit Kassel wieder in die Deutsche Eishockey Liga aufgestiegen. Zudem befindet er sich seit dem Jahre 2007 als einer der Investoren in Verhandlungen bezüglich der geplanten Multifunktionshalle in Kassel, der Nordhessen-Arena. Im Januar 2010 gab er aufgrund der finanziellen Krise im Kasseler Eishockey sein Amt an Dennis Rossing – dem Investor für die Nordhessen-Arena – ab.